# Bogdan Riznić
Bogdan Riznić (in serbo Богдан Ризнић?; Belgrado, 24 febbraio 1990) è un cestista serbo.